# Antonieta Jarne Mòdol
Antonieta Jarne Mòdol   (Lleida, 1960) és una historiadora, escriptora i professora d'història contemporània a la Universitat de Lleida.

## Trajectòria
Doctorada en Història, els seus àmbits principals de recerca són la història política, social i de gènere. S'inicià en l'estudi de la vida institucional del Franquisme a Catalunya amb l'obra La Secció Femenina a Lleida: els anys triomfals. A continuació, les investigacions sobre els espais de lluita antifranquista i la Transició democràtica espanyola es concretà en l'obra L'oposició al franquisme a Lleida. Paral·lelament, coorganitza actes de foment d'estudis històrics locals, com per l'exemple, l'edició anual de la Jornada d'Estudis Històrics i Patrimonials de la Vall d'Àger i l'Alta Noguera. També és membre del consell de redacció de diverses revistes, entre les quals destaca Plecs d'història local.
Ha publicat articles en revistes especialitzades i ha participat en obres col·lectives com La España del Presente: de la dictadura a la democracia o el volum vuitè de l'obra Història de Lleida, «De la Restauració al franquisme», amb Conxita Mir Curcó i Jaume Barrull i Pelegrí. S'endinsà en les biografies de la primera regidora a la Paeria de Lleida amb la publicació de l'obra Aurèlia Pijoan: de la Lleida republicana a l'exili de Mèxic, i la del conseller de la Generalitat republicana amb Josep Maria Espanya i Sirat: el somni federal. Codirigí el Diccionari biogràfic de les terres de Lleida. Política, economia, cultura i societat amb Conxita Mir Curcó, Joan Sagués Sanjosé i Enric Vicedo Rius. També va publicar El PSUC a les terres de Lleida 1936-1986 amb Pau Juvillà, i Francesc Porta, el mirall trencat de la burgesia lleidatana, amb Teresa Ibars i Chimeno, entre d'altres.
En les eleccions municipals de 2011 formà part, en sisè lloc, de la llista de la Candidatura d'Unitat Popular a la Paeria de Lleida. La candidatura obtingué 1.464 vots, un 3'26% del total, fet que no li atorgà cap representant electe al consistori lleidatà. L'any 2012 fou la cap de llista per la circumscripció electoral de Lleida en les eleccions al Parlament de Catalunya. Amb un resultat de 6.302 vots, un 3'04% del total, tampoc aconseguí escó al parlament de la Ciutadella per a la demarcació que representà. L'any 2017 fou una de les fundadores de la plataforma «Lleida, lliure de franquisme», amb el propòsit d'eliminar els vestigis franquistes del nomenclàtor de la ciutat. Com a membre de la junta d'Òmnium Lleida-Ponent, impulsà la campanya d'Òmnium Cultural «Lluites compartides» ideada per Jordi Cuixart i Navarro.
Com a escriptora, l'any 2021 s'estrenà en el gènere de novel·la amb Carrer Galera, 5, una obra de ficció històrica basada en el retrat d'una família de classe popular de Lleida, en la qual les dones són les grans protagonistes.